# European Society of Human Reproduction and Embryology
Die European Society of Human Reproduction and Embryology (ESHRE) ist eine multidisziplinäre europäische Fachgesellschaft, die sich der Reproduktionsmedizin und Embryologie widmet.
Die Gesellschaft wurde am 2. September 1985 von Robert Edwards (University of Cambridge) and Jean Cohen (Paris, Frankreich) in London gegründet. Der Entschluss zur Gründung wurde bereits auf dem III. World Congress of IVF and Embryo Transfer 1984 in Helsinki gefasst. Der Hauptsitz der Gesellschaft ist seit 2004 in Grimbergen (Belgien). Die Gesellschaft hat gegenwärtig über 5.000 Mitglieder in 110 Ländern weltweit.
Ihre derzeitige Vorsitzende ist Anna Veiga (Spanien). Konstituierendes Organ ist die Jahreshauptversammlung, die einen beratenden und einen Exekutivausschuss wählt, der wiederum einen internationalen Ausschuss zur wissenschaftlichen Vorbereitung der Jahrestreffen beruft.
Spezielle Interessengruppen befassen sich jeweils mit Teilgebieten der Reproduktionsmedizin, wie der
Reproduktionsendokrinologie, Ethik, Andrologie, Psychologie, Endometriose, Frühschwangerschaft, Reproduktive Chirurgie, Sicherheit und Qualität in der Künstlichen Befruchtung, Embryologie, Reproduktive Genetik und Stammzellen.
Es werden jährliche Kongresse (Annual Meetings), Kurse, Seminare und Workshops veranstaltet. Das erste Jahrestreffen fand 1985 in Bonn statt. Seitdem wird jährlich zwei Wissenschaftlern eine Ehrenmitgliedschaft erteilt. Die Gesellschaft gibt die Zeitschriften „Human Reproduction“, „Human Reproduction Update“ und „Molecular Human Reproduction“ heraus.